# Bågsekund
En bågsekund är en enhet för att mäta vinklar. En bågsekund är ~4,85 μrad, ~772 nv eller 1/3600 grad. En bågsekund är en mycket liten enhet – vinkeln är ungefär lika stor som en enkrona sedd på ett avstånd av 4 km och när bågsekunden används i geografiska latitudangivelser motsvarar den ungefär 31 meter, mer exakt 1/60 av en distansminut (sjömil).
I astronomin används ofta millibågsekunder, framför allt när man beskriver bilder med hög upplösning eller egenrörelsen hos stjärnor och galaxer. En tennisboll på 13 400 kilometers avstånd uppvisar en vinkelstorlek på ungefär en millibågsekund. En rymdfarare som stod på månen skulle också ha vinkelstorleken en millibågsekund.
För att observera astronomiska objekt med detta ynkliga vinkelmått förlitar sig astronomer på interferometri, i vilken signaler som mottas av flera spridda instrument kombineras med en teknik som kallas apertursyntes. Denna kan ge bilder med millibågsekunds upplösning i optiska och infraröda våglängder, och ännu högre upplösningar i radiobandet (VLBI).
Den astronomiska enheten parsec är baserad på bågsekunden. Anta att parallaxen hos ett objekt är p mätt i bågsekunder (as); då är dess avstånd D mätt i parsec (pc).
{\displaystyle D{\rm {{(pc)}={\frac {1}{p{\rm {(as)}}}}}}}